# Союз народов Камеруна
Союз народов Камеруна (фр. Union des populations du Cameroun) — камерунская левая политическая партия, созданная 10 апреля 1948 года с целью освобождения страны от колониального господства, её объединения и социалистического развития. Руководителями партии были Рубен Ум Ниобе, Феликс Ролан Мумье, Эрнест Уандье, Афана Осенде и др. Была загнана в подполье в 1955 году и смогла вернуться в легальную политику только после 1991 года.